# Hippobroma longiflora

Зірка Вифлеєму (Hippobroma longiflora) — вид рослин монотипового роду гіппоброма родини дзвоникові.

## Назва
В англійській мові має назву «доля пані» (англ. madamfate). З грецької Hippobroma означає «коняча смерть».

## Будова
Стебло зелене і гладеньке з розеткою тонких листків 15 см завдовжки із зубчатим краєм. Суцвіття мають по 2-3 білі квітки на коротких опушених квітконіжках. Чашечка квітки 2,5 см завдовжки. Трубкоподібна квітка 7,5-12 см завдовжки закінчується 5-ма симетричними пелюстками у формі зірки. Плід — капсула з двох секцій, що містить безліч насінин.

## Поширення та середовище існування
Зростає від півдня США до Бразилії та Перу.

## Практичне використання
Містить два алкалоїди піридину: лобелін та нікотин. Ефекти нікотину та лобеліну досить схожі на психоактивні у невеликих дозах та з неприємними ефектами, включаючи блювоту, параліч м'язів та тремтіння, при більш високих дозах.
Під час викорінення цього бур'яну важливо носити рукавички: сік може поглинатися через шкіру, а якщо потерти очі, це може спричинити сліпоту.

## Галерея

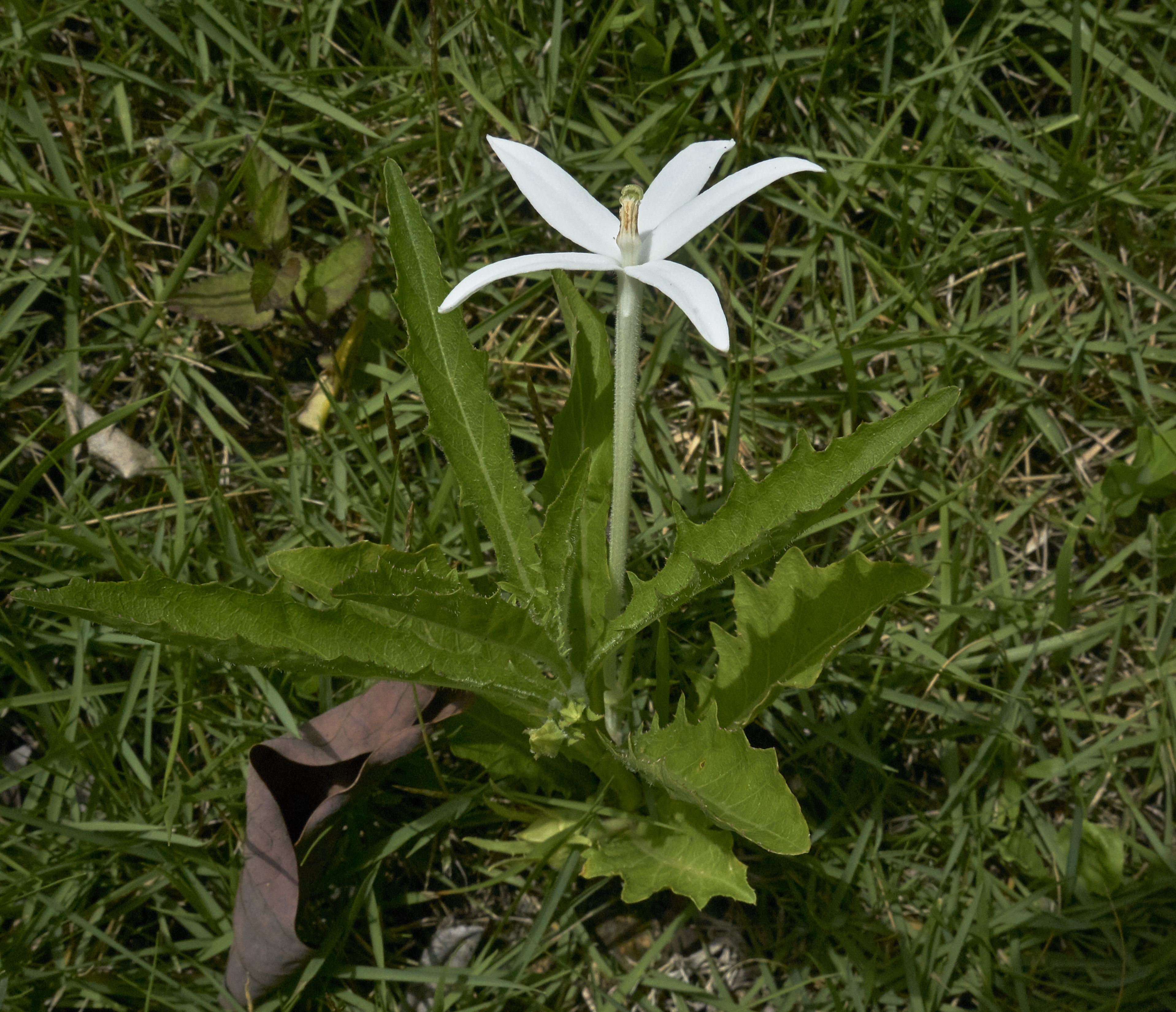
Квітка та листя
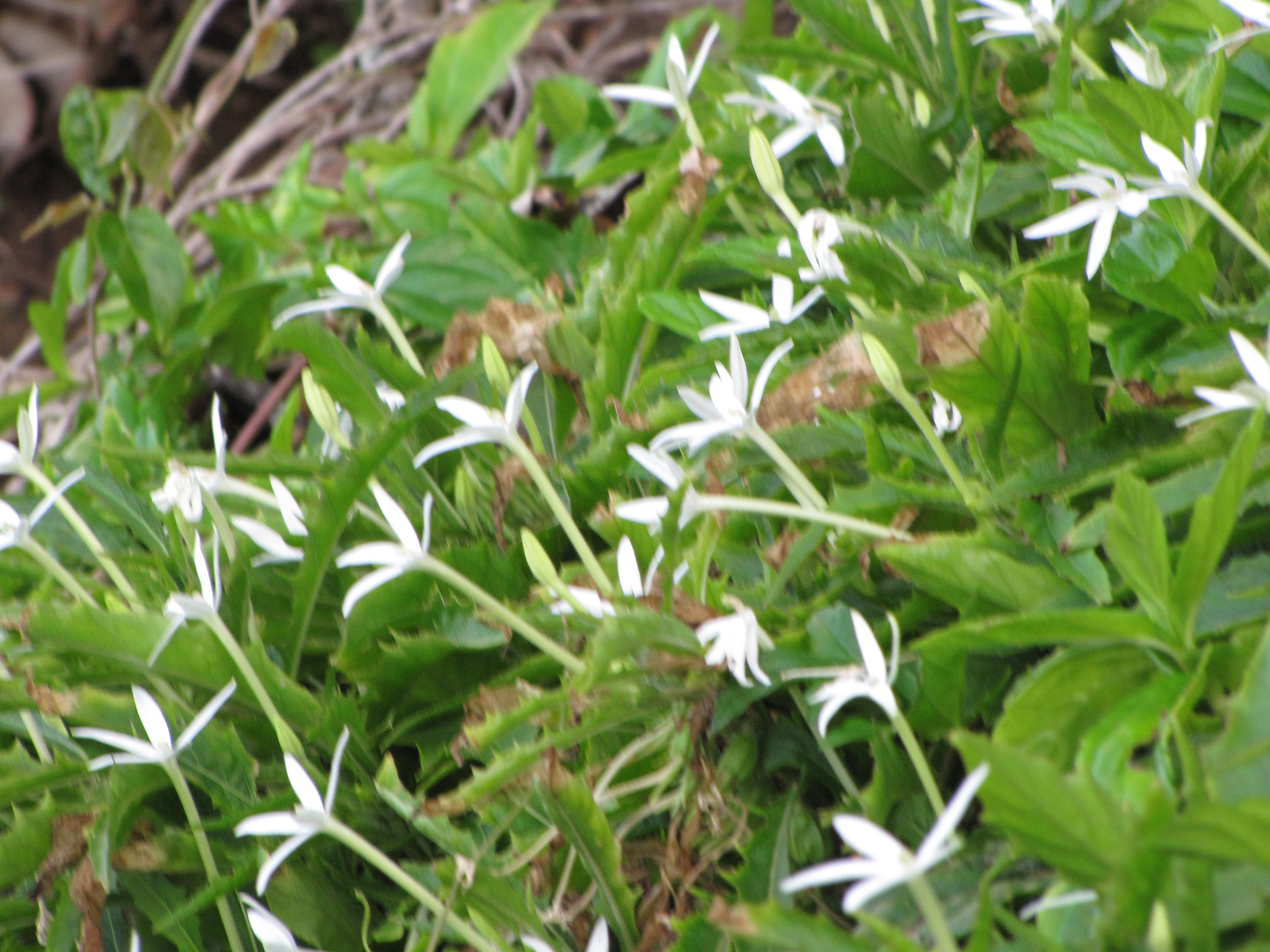
Зарості
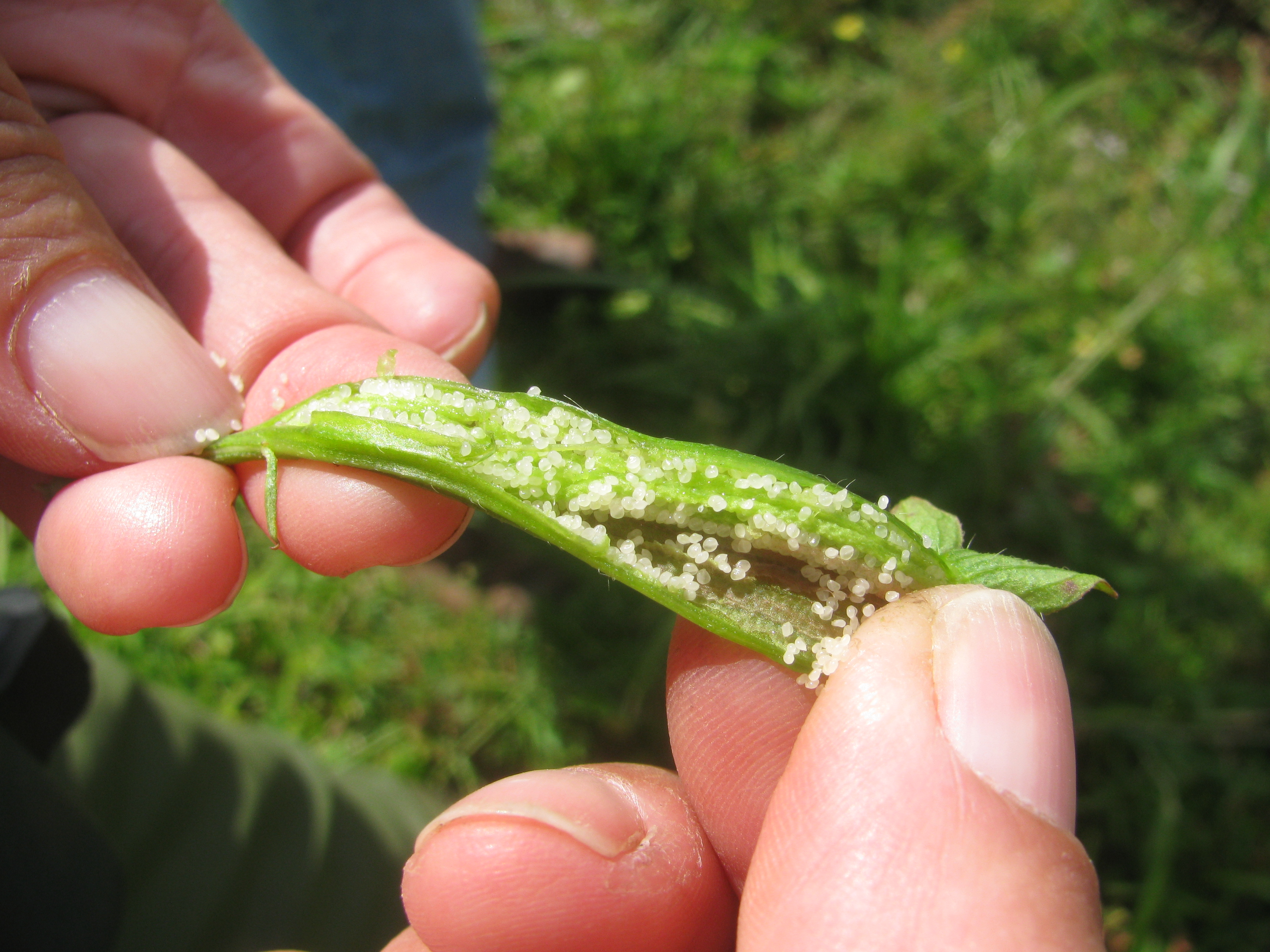
Насіння